# Niko Grafenauer
Nikolaj »Niko« Grafenauer, slovenski pesnik, kritik, esejist, urednik, literarni zgodovinar in prevajalec, * 5. december 1940, Ljubljana, Slovenija.

## Življenje
Bil je sedmi otrok v družini. V zgodnjem otroštvu je izgubil oba starša – mati je umrla teden dni po njegovem rojstvu, oče Ciril pa, ko je bil star leto in pol. Vzgajala ga je sestra. Družino je vojna ponesla na različne življenjske poti.
Po končani osnovni in srednji šoli v Ljubljani leta 1960 je na Filozofski fakulteti študiral primerjalno književnost in literarno teorijo, kjer je tudi diplomiral leta 1969. V študentskih letih (od 1960 do 1969) je bil urednik za književno kritiko pri Dialogih, Naši sodobnosti, Naših razgledih, Novih obzorjih, Perspektivah, Sodobnosti in Tribuni. 
Od leta 1965 do leta 1973 je imel status svobodnega književnika. Leta 1973 je postal urednik za otroško leposlovje pri založbi Mladinska knjiga v Ljubljani. Bil je glavni (1969/70) in odgovorni (1971) urednik revije Problemi, po letu 1982 je kot eden izmed pobudnikov postal eden ključnih sodelavcev in dolgoletni glavni urednik (1984–2007; razen 1987-89) mesečnika Nova revija, nato še iz nje izšle posebne revije Ampak (2000–2012). Po upokojitvi leta 2002 je ohranil položaj glavnega urednika Založbe Nova revija, ki jo je ustanovil (vse do njenega propada). V 80. in 90. letih 20. stoletja je bil aktiven v civilnodružbenih gibanjih za demokratizacijo, osamosvojitev in mednarodno priznanje Slovenije.
Slovenska akademija znanosti in umetnosti je Nika Grafenauerja leta 2003 izvolila za izrednega člana in 2009 za rednega člana. Tajnik razreda za umetnosti SAZU je bil med letoma 2009 in 2015.

## Delo
Osebno liriko je začel objavljati v mentorski reviji Mlada pota leta 1956, prvo zbirko Večer pred praznikom je izdal leta 1962. Zgledoval se je po Vladimirju Bartolu, Simonu Jenku, Srečku Kosovelu, Josipu Murnu, Francetu Prešernu in Otonu Župančiču.

### Poezija
Iz začetnega modernističnega pesništva (Večer pred prazniki) se je razvil v idejno radikalnejšo smer, katere problematika se določno nakazuje že v naslovu zbirke (Stiska jezika), zatem pa se je približal čisti liriki v smeri hermetične simbolistične tradicije (zbirka sonetov Štukature). Jezikovno inovativnost in izraz njegove lirike nadaljuje v knjigah Palimpsesti (1984), Izbrisi (1989), Odtisi (1999) in v Nočitvah (2005), ki za zdaj zaključujejo njegov hermetičen in estetsko bogat pesniški opus, kjer se prepletajo in prekrivajo motivno tematsko: življenje in smrt, ljubezen in resignacija, privid in resnica, glas in molk, ujetost jaza in usodnost jezika. Z omenjenimi knjigami je postal eden glavnih predstavnikov slovenskega pesniškega modernizma.
Grafenauerjevo poezijo prevaja v nemščino Janko Ferk.

### Dela za mlade
Grafenauerjeva otroška in mladinska poezija ter proza motivno tematsko vsebujeta igro in fantazijo. V svoja dela vključuje humor, izpeljan iz nenavadnih besednih zvez ter pretiravanj,  ki vsebini doda igrivost in domišljijo, ki jo izpeljuje iz doživljajskega sveta. Poznan je tudi po njegovi pesniški zbirki za mlajše z naslovom Pedenjped.
Uredil je več izborov otroških pesmi, antologijo jugoslovanskih mladinskih pesmi, ki jih je izdal v knjigi Sončnica na rami (pesmi za otroke od Frana Levstika do danes), izbor Svetovne pravljice idr.

### Esejistika, prevodi
Niko Grafenauer se je uveljavil tudi kot esejist in prevajalec poezije. Veliko je prevajal iz nemščine, angleščine in srbohrvaščine, zlasti avtorje, ki so blizu njegovemu lastnemu pesniškemu svetu, ter pisal o njih analitične študije. V slovenščino je prevedel pesmi H. M. Enzensbergerja, G. Benna, P. Celana, F. Hölderlina, Else Lasker-Schüler, H. von Hofmannsthala, ter roman R. M. Rilkeja. S Kajetanom Kovičem je sestavil in prevedel antologijo nemške poezije 20. stoletja (1998), uredil pa je tudi Orfejev spev (antologijo svetovne poezije v izboru slovenskih pesnikov, 2005).
Grafenauerjeva dela so prevedena v tuje jezike. V nemščino ga prevaja avstrijski pisatelj in pesnik Janko Ferk. "Palimpsesti" so izšli z naslovom "Eingewebte spur" v založbi Edition Atelier na Dunaju, zbirka "Skrivnosti" je izšla pod naslovom "Geheimnisse" pri Mohorjevi založbi v Celovcu, posamezne pesmi so objavljene na nemškem spletnem portalu www.lyrikline.de in v literarnih revijah. Za prevod "Palimpsestov" je prevajalec prejel Prevajalsko premijo, nagrado avstrijskega Urada zveznega kanclerja.   
Piše tudi eseje in študije o slovenskem pesništvu. V analitičnih študijah ne vrednoti le posamezne avtorje, ampak tudi širše kritično in odgovorno vrednoti pojave v družbi in ustvarjalnost v času. Svoje poetološke spise je zbral v knjigi Odisej v labirintu (2001).

## Nagrade
Za svoje delo v poeziji je Niko Grafenauer prejel več nagrad: nagrado Prešernovega sklada (1980 za zbirko Pesmi), dve Jenkovi nagradi (1986 za Palimpseste in 1999 za Odtise), Kajuhovo nagrado (1984 za Skrivnosti), tri Levstikove nagrade (1980 za Nebotičniki, sedite, 1987 za Majhnico in 2007 za življenjsko delo), Prešernovo nagrado (1997 za literarni opus), Sovretovo nagrado (1992 za prevode tujih pesnikov); za knjigo
Kadar glava nad oblaki plava je bila leta 2002 uvrščena na častno listo IBBY, leta 2013 je prejel tudi Zlatnik poezije in 2014 Župančičevo nagrado za življenjsko delo.

### Poezija
- Večer pred praznikom (1962) (COBISS)
- Stiska jezika (1965) (COBISS)
- Štukature (1975) (COBISS)
- Pesmi (1979) (COBISS)
- Pesmi (skupaj s S. Makarovič in T. Šalamunom) (1976) (COBISS)
- Skrivnosti (1983, 2007)
- Palimpsesti (1984) (COBISS)
- Izbrisi (1989) (COBISS)
- Samota (1990) (COBISS)
- Dramilo v petdesetih epigramih Nika Grafenauerja (1992) (COBISS)
- Vezi daljav (1996)
- Odtisi (1999) (COBISS)
- Nočitve (2005) (COBISS)
- Diham, da ne zaide zrak : zbrane in nove pesmi (2010)

### Mladinsko pesništvo
- Pedenjped (1966) (COBISS)
- leleki na dvorišču (1970) (COBISS)
- Živali v gozdu (1970) (COBISS)
- Živali na polju (1970) (COBISS)
- Domače živali (1970) (COBISS)
- Kaj je na koncu sveta (1973) (COBISS)
- Sredi polja rdeči mak (1974) (COBISS)
- Kadar boben ropota (1974) (COBISS)
- Avtozaver (1976) (COBISS)
- Abeceda (1977) (COBISS)
- Zmajček razgrajaček (1978) (COBISS)
- Kaj ima sonce najraje (1979) (COBISS)
- Nebotičniki, sedite (1981) (COBISS)
- Lokomotiva, lokomotiva (1981) (COBISS)
- Skrivnosti (1983) (COBISS)
- Stara Ljubljana (1983) (COBISS)
- Kam pelje vlak (1983) (COBISS)
- Sonce nad vodometi (1984) (COBISS)
- Možbeseda Pedenjped (1994) (COBISS)
- Kadar glava nad oblaki plava (2000)
- Brez moči je vsak ukrep, Pedenjped ima spet rep (2010)
- Kraljice mačke (ilustriral Jože Ciuha, 2014)
- Kekec in Pehta (2014)
- Halomušnice. Telefonske basni (2019)/telefonske pesmi o živalih (2020)
- Živali, živali vsenaokrog (2020)
- Pedenjped gre v pedenjsvet (2020)

### Mladinska proza
- Majhnica (1987) (COBISS)
- Majhnica in Katrca Škrateljca (1987) (COBISS)
- Mahajana in druge pravljice o Majhnici (1990) (COBISS)
- Zlomkove prigode

### Študiji in eseji
- Josip Murn-Aleksandrov (1965) (COBISS)
- Pesniški svet Srečka Kosovela (1965) (COBISS)
- Kritika in poetika (1974) (COBISS)
- Izročenost pesmi (1982) (COBISS)
- Album slovenskih pisateljev (z L. Suhodolčanom) (1983) (COBISS)
- Tretja beseda (1991) (COBISS)
- Odisej v labirintu: eseji o slovenskem pesništvu (2001)
- Plasti odzidanih daljav (spomini, ur. Tina Kozin) (2021)